# Alopecosa ovalis
Alopecosa ovalis är en spindelart som beskrevs av Chen, Song och Gao 2000. Alopecosa ovalis ingår i släktet Alopecosa och familjen vargspindlar. Inga underarter finns listade i Catalogue of Life.